# Amalgamated Drawing Office
Das Amalgamated Drawing Office war die Entwicklungs- und Konstruktionsabteilung der British Motor Corporation. Seit den frühen 1950er Jahren bekamen die dort bearbeiteten Projekte die Bezeichnung „ADO“ mit einer fortlaufenden Nummer. Einige davon standen später für in Serie produzierte Modelle.
Entgegen landläufiger Meinung steht „ADO“ nicht für „Austin Drawing Office“.
Hier arbeiteten unter vielen anderen Roy Haynes, Alec Issigonis und Harris Mann.

## ADO-Projektnummern
- ADO6 Austin FX4 Taxi
- ADO8 Austin A40 Farina
- ADO9 Austin A55 Cambridge
- ADO10 Austin A90 Westminster
- ADO13 Austin-Healey Sprite
- ADO14 Austin Maxi
- ADO15 Mini
- ADO16 unter anderem Austin 1100[2]
- ADO17 Austin 1800 & 2200, Morris 1800 & 2200, Wolseley 18/85 & Six
- ADO19 Austin Ant
- ADO20 Mini MkIII and Clubman
- ADO22 Entwurf eines Nachfolgers des Austin 1100[3]
- ADO23 MG MGB
- ADO25 BMC E-Series  Sechszylindermotor
- ADO26 Austin Healey 3000 MkIII
- ADO27 Austin Tasman / Austin Kimberley
- ADO28 Morris Marina
- ADO31 MG MGA 1600
- ADO32 BMC E-Series Vierzylindermotor
- ADO34 Entwurf von Pininfarina für einen zweisitzigen Roadster auf Mini-Basis.
- ADO37 Vanden Plas Princess 3 litre
- ADO40 Wolseley 24/80
- ADO41 Austin-Healey Sprite MkII
- ADO47 MG Midget MkI
- ADO50 Mini Cooper and Cooper S
- ADO52 MG MGC
- ADO53 Austin A110 Westminster
- ADO59 Morris Minor 1000
- ADO61 Austin 3-litre
- ADO66 Vanden Plas Princess 4-litre R
- ADO67 Austin Allegro
- ADO68 ein Sportwagenprojekt[4]
- ADO70 Entwurf von Giovanni Michelotti für ein Coupé aus Mini-Basis
- ADO71 Austin/Morris 18-22/Princess
- ADO73 Morris Ital
- ADO74 Konzept eines Mini-Nachfolgers[5]
- ADO75 MGB GT V8
- ADO76 weiterentwickelter MGB mit Kunststoffstoßfängern („Gummiboot“)[6]
- ADO77 Nachfolger des Morris Marina, nicht in Serie gegangen[7]
- ADO88 Wurde zu Projekt LC8 und dann Mini Metro
- ADO99 Wurde zu Projekt LC10, danach LM10 und zuletzt Austin Maestro

## LC/LM-Codes
Nach den verschiedenen Umorganisationen bei BMC, und der Entstehung der „Leyland Cars“-Abteilung des British-Leyland-Konzerns, wurden die Codes Mitte der 1970er Jahre in LC geändert. Das Bezeichnungssystem wurde auf die LM (Light Medium) Codes umgestellt, als Rovers (Specialist Division) SD-Codes hinzukamen.
- LC8 Austin Metro, vorher ADO88
- LC9 Triumph Acclaim
- LC10 Austin Maestro, vorher LM10, ursprünglich ADO99
- LM11 Austin Montego,[9] vorher  LC11
- LM12 nicht verwirklichter Entwurf einer Coupéversion des Maestro
- LM14 nicht verwirklichter Entwurf einer Variante des Montego mit Schrägheck
- LM15 Entwurf eines Nachfolgers des Rover SD1, später Projekt XX und zuletzt Rover 800[10]

## Andere Codes
Die Filiale in Australien benutzte ab 1962 den Code „YD“, um ihre Projekte zu benennen.